# Lego Batman 3: Beyond Gotham
Lego Batman 3: Beyond Gotham é um jogo eletrônico de ação e aventura Lego desenvolvido pela Traveller's Tales e publicado pela Warner Bros. Interactive Entertainment em 11 de novembro de 2014 para múltiplas plataformas. É a terceira visita a série de jogos Lego Batman e uma sequencia para Lego Batman: The Videogame e Lego Batman 2: DC Super Heroes
Lego Batman 3: Beyond Gotham foi recebido com uma recepção mista apos o lançamento. Elogios foram dirigidos a quantidade de conteúdo, o humor do jogo, e os personagens; enquanto as críticas foram direcionadas a questões técnicas, má IA, participações especiais de celebridades, aspectos conflitantes de jogabilidade, e a direção geral do jogo.

## Jogabilidade
A jogabilidade de Lego Batman 3: Beyond Gotham é muito semelhante ao dos dois jogos anteriores da série Lego Batman: Lego Batman: The Videogame e Lego Batman 2: DC Super Heroes. O jogador controla qualquer um de uma grande variedade de personagens (dos quais existem mais de 150) a partir de uma perspectiva de terceira pessoa, principalmente, derrotando inimigos, resolvendo quebra-cabeças, e coletando 'studs' Lego,a forma de moeda do jogo. Usando combinações de ataque no combate multiplica a quantidade de studs ganhos. Até dois jogadores podem jogar no modo cooperativo.
Há muitos ambientes diferentes no jogo. Todos são baseados em locais do universo DC Comics. Como nos jogos Lego anteriores, os níveis são desbloqueados no 'Modo Livre', uma vez que são concluídas no Modo História. O 'Modo Livre' permite que o jogador jogue novamente qualquer nível já concluído, mas com quaisquer personagens que tenham desbloqueado até agora. Isto permite o acesso a áreas especiais que contêm as colecionáveis adicionais, que o jogador não podia coletar anteriormente. Isso é diferente do modo história, no qual o jogador só pode alternar entre os personagens predefinidos envolvidos nessa fase.
Existem vários centros de fases para os heróis do jogo, tais como a Batcaverna, a 'Lua', e o Sala da Justiça. Aqui, o jogador pode explorar e completar enigmas para encontrar, ganhar ou desbloquear 'tijolos de ouro' ou 'tokens de personagem', acessar os principais níveis do jogo e completar missões secundárias. Existem também outras características específicas como habilitar 'tijolos vermelhos' (uma forma de trapaça), e a visualização de 'mini kits' coletados (que são coletados nas fases). Os jogadores também podem criar seu próprio personagem usando peças de personagens já desbloqueados, bem como uma matriz limitada de armas. Os seis 'Planetas Lanternas' são outro tipo de mundo explorável no jogo; eles são majoritariamente a mesma jogabilidade dos outros centros e as fases do modo história, com a principal diferença sendo que os Planetas Lanternas são maiores e mais focados no mundo aberto. A exploração de mundo aberto é muito semelhante ao de Lego Batman 2: DC Super Heroes e a de Lego Marvel Super Heroes

Personagens individuais são capazes de usar várias habilidades únicas relacionadas com os seus poderes e talentos nos quadrinhos. Por exemplo, o Super-Homem pode voar, apagar incêndios com seu hálito de gelo, e tem visão de raio laser (que é usado para destruir objetos Lego ouro), o Flash é mais rápido do que outros personagens, o Átomo pode encolher seu tamanho para caber em espaços apertados, e o Caçador de Marte assim como Shazam podem transformar de uma forma para outra. Muitos personagens têm as mesmas capacidades técnicas, como o voo, a transformação, a velocidade e a capacidade de disparar projéteis, embora, todos eles são visualmente e esteticamente diferentes para atender os personagens individuais.

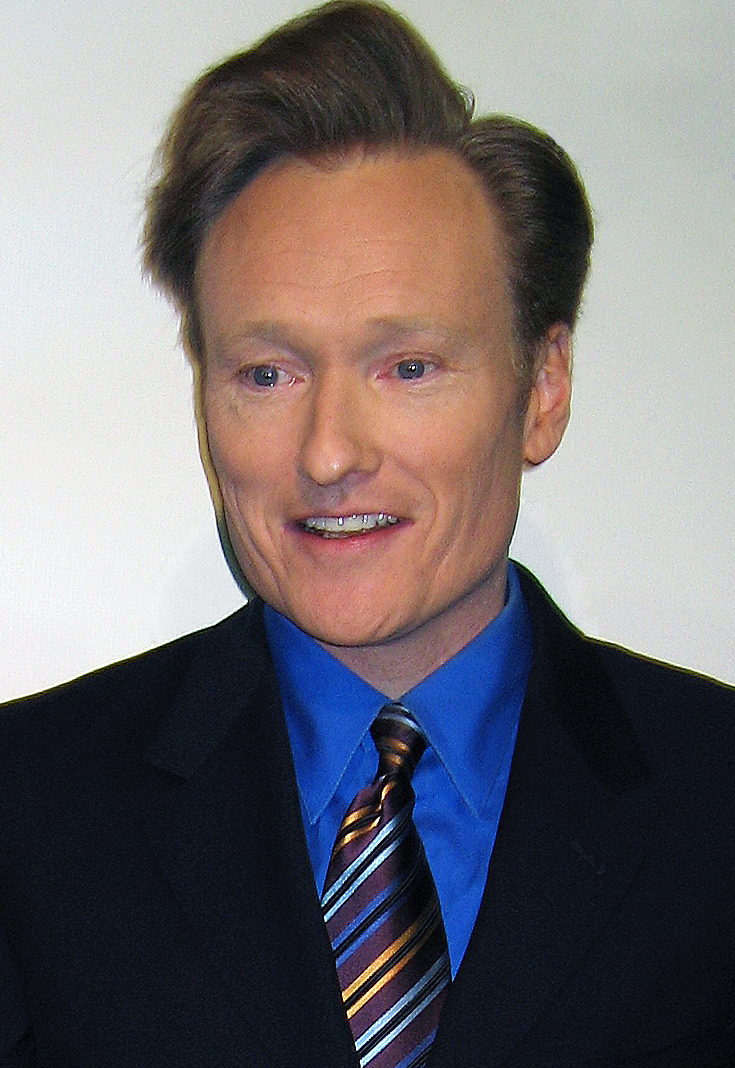
Conan O'Brien, o guia que está em todos os principais cenários do jogo, buscando o ajudar

Os jogadores são capazes de trocar as roupas de alguns dos principais personagens (Batman, Robin, Ciborgue, o Coringa, e Lex Luthor) com vários se diferindo, cada um tem suas habilidades únicas com diferentes esquemas de cores. A roupa sônica pode quebrar vidro, a roupa de demolição permite que o usuário se utilize de bombas para destruir objetos Lego prata, e a roupa de radiação, permite ao usuário caminhar por resíduos tóxicos e sugar peças de Lego especiais que são usados para obter progresso pelas fases. Robin eLex Luthor podem usar a roupa de tecnologia que pode ativar Painéis Tecnologicos, e a roupa magnética que permite ao Robin ou o Coringa subir paredes magnéticas e ativar interruptores especiais. Estas roupas podem ser utilizadas a qualquer momento apos o desbloqueio.
Conan O'Brien aparece em um papel não-jogável como 'o guia' do jogo

## Enredo
Os membros de seis das sete Tropas dos Lanternas são todos convocados por uma força misteriosa, onde eles são emboscados por Brainiac. A Tropa perde a batalha contra as maquinações de Brainiac e sofrem uma lavagem cerebral para embarcar em sua nave. Com isto completo, Brainiac entra em um curso para a Terra a fim de recuperar o Lanterna final:Hal Jordan. Enquanto isso, em Gotham, Batman e Robin perseguem o Crocodilo através dos esgotos. Crocodilo escapa, e leva um mapa para seus cúmplices: Solomon Grundy, Chita, e o Coringa. No salão de justiça, Ciborgue termina de trabalhar em um "teletransportador slideways" ligando o Salão da Justiça para a Torre de Vigilância da Liga da Justiça, e envia Lanterna Verde por ele para se encontrar com o Caçador de Marte como um teste. O teste é bem sucedido, e o portal é deixado em aberto.
De volta a Batcaverna, o Batcomputador a nave espacial de Brainiac se aproximando. Observando a nave através de telescópio, Batman fica exposto ao raio de controle da mente; ele rapidamente se torna frenético, devastando a Batcaverna e tentando escapar através do Batmóvel. No entanto, o sistema de defesa do carro o eletrocuta , dando tempo suficiente para Robin trazer Batman para fora de seu transe com um discurso cordial; no entanto, Batman diz que foi a eletricidade, e não o discurso, que o acordou.
No Salão de Justiça, o Coringa e seus cúmplices entram no teletransportador através do esgoto utilizando o mapa que Crocodilo roubou, e são reforçados por Lex Luthor disfarçado como Homem-Gavião, depois de ter trancado o real Homem-Gavião em uma gaiola. Luthor é revelado como sendo o mentor do esquema, planejando usar o canhão de fusão binário da Torre de Vigilância para salvar a Terra e como compensação, forçar os cidadãos a fazê-lo presidente. O grupo entrar no teletransportador.
Batman e Robin alertam Caçador de Marte e Lanterna Verde sobre a presença da nave de Brainiac, mas são interrompidos pela chegada do grupo de Luthor, que deixa a torre em estado de alerta. Lanterna Verde vai investigar a nave de Brainiac, deixando Caçador de Marte para que ele possa enviar um sinal de alerta para o restante da Liga da Justiça. Batman e Robin pegam um foguete para o espaço e se unem a Flash, Mulher Maravilha e Super-Homem e Ciborgue na Torre de Vigilância. O grupo vai retomando a torre para eventualmente acha-la em desordem e com Coringa no controle do computador central. Batman e Super-Homem derrotam todos os vilões, e a Liga da Justiça se prepara para retornar para a Terra, mas são interrompidos quando Brainiac envia uma transmissão para a Torre de Vigilância revelando seu plano real: Usar os poderes combinados de toda a Tropa dos Lanternas para carregar um raio que diminuiria toda a Terra, permitindo que Brainiac a adicionasse a sua coleção de planetas 
A contragosto, Luthor sugere uma aliança com a Liga para combater o inimigo em comum, e Batman aceita a proposta. Enquanto Superman voa para o espaço na tentativa de fazer com que o raio não atingisse a Terra, os outros fazem o seu caminho para a sala de controle da Torre de Vigia, a fim de usar braços mecânicos da nave para atracar a Torre a nave espacial de Brainiac e aborda-la. Uma vez lá, eles são emboscados por Lanterna Verde, que, ao que parece, sofreu uma lavagem cerebral por Brainiac durante a sua investigação da nave espacial. Robin tenta convencê-lo a sair de seu transe, assim como fez com Batman, mas os outros o impedem e selam Laterna Verde para fora da nave. Lanterna Verde retorna para a nave de Brainiac e toma seu lugar no raio de encolher, permitindo que Brainiac, que por sua vez já adquiriu a totalidade das Lanternas, finalmente ativá-lo. Enquanto Superman tenta mantê-lo na baía, os outros conseguem adentrar a nave com êxito para e infiltrar-la.

Paris, França

Fazendo o seu caminho para o coração do navio, o grupo confronta Brainiac, que acaba usando suas habilidades de controle da mente para hipnotizar a Mulher Maravilha e o resto do grupo depois que ela tenta, sem sucesso, tomar o controle dele com seu laço da verdade antes de perceber ele é um androide. Enquanto Brainiac brinca com a Mulher Maravilha hipnotizada, Robin, que não foi afetado devido a um capacete que ele encontrou e estava vestindo, é capaz de acordar a Mulher Maravilha de seu transe e resgata os outros de seus transes também. Brainiac então aumenta a força de contração do raio. Super-Homem, que ainda está no caminho do feixe, é incapaz de resistir por mais tempo e cai na Terra, enfraquecido. Isso sobrecarrega o raio de encolher e faz com que ele exploda, liberando todos os Lanternas de suas hipnoses e instantaneamente teletransportando-os todos de volta para seus planetas natais. Brainiac escapa à Terra em uma nave menor no último minuto como o UFO está em uma espiral fora de controle. Alguns do grupo são atingidos por raios de energia a partir de anéis dos Lanternas rebeldes, dando-lhes as emoções associadas com os membros da Tropa. Robin concorda em ficar e  observa-los enquanto o seus comportamentos se tornam instáveis enquanto Batman e Mulher Maravilha descem à Terra para atendem a um Super-Homem ferido. Eles seguem para Paris, França.

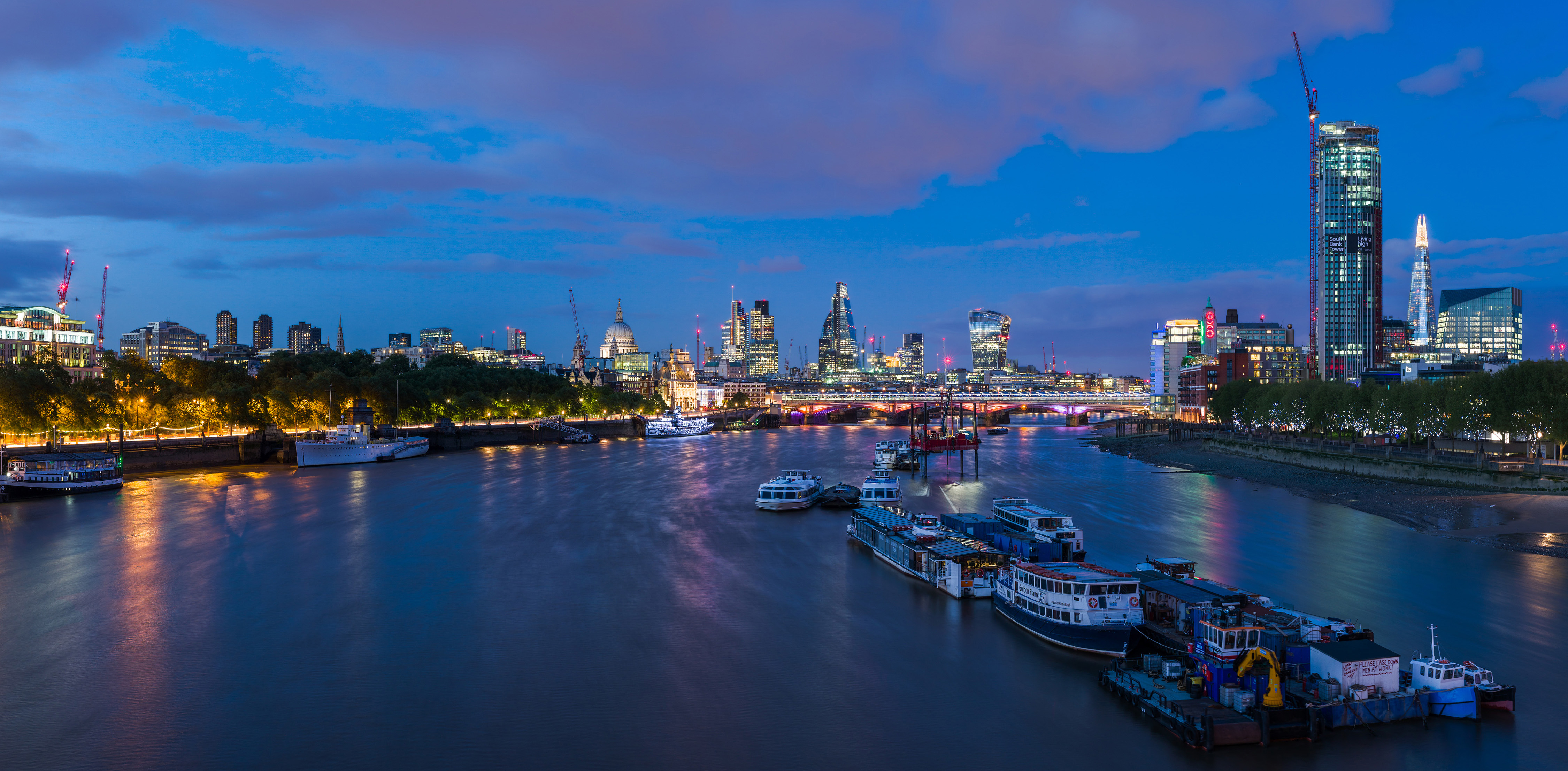
Londres, Inglaterra

Enquanto isso, o OVNI fora de controle se choca contra a Torre de Vigilância e a envia em espiral em direção à Lua, mas Lanterna Verde, tendo retornado de Oa, usa seu anel de pará-la. Ciborgue corrige o curso do UFO e define seu destino para Gotham. De volta em Paris, Brainiac chega e passa a encolher a cidade até o tamanho de uma garrafa; Superman, estando recuperado, resgata Paris antes que o vilão possa capturá-la. Brainiac vai para Londres, Inglaterra e, em seguida, Pisa,Itália, somente para ter ambas as tentativas frustradas da mesma forma. Finalmente, ele viaja para a cidade de Gotham e tenta reduzi-la também, mas é impedido por Robin, Ciborgue e seu grupo de desajustados emocionais que chegaram em Gotham no OVNI. Brainiac cai em uma armadilha de Flash e fica preso, junto com sua nave, em uma jaula improvisada, e todos retornam para a Torre de Vigilância agora fixada.
Lá, Robin diz ao grupo que ele conseguiu manter um fragmento do cristal que detêm o poder dos Lanternas (poder do raio de encolher após a explosão). Super-Homem subsequentemente formula um plano: usar o fornecimento de cristais de energia armazenados na Fortaleza da Solidão em conjunto com o fragmento de Robin para criar um raio de encolher reverso, a fim de desfazer os efeitos da máquina de Brainiac e crescer as cidades. No entanto, para que ele funcione, os poderes de todos os Lanternas são mais uma vez necessários, que é complicado pelo fato de que a explosão retornou-os todos para seus respectivos planetas natais. O grupo se divide, e cada equipe viaja para um Planeta Lanterna para se encontrar com a frota e recuperar uma amostra de energia a partir de seus anéis.
Com todos os poderes dos Lanternas reunidos, o grupo se encontra na Fortaleza da Solidão e Superman começa a trabalhar no raio de encolher reverso. Depois de uma breve batalha com as lanternas rebeldes, cujas amostras [de poder] foram tomadas á força, a construção da máquina termina e a Terra retorna ao seu tamanho normal, juntamente com todas as suas cidades. No entanto, após o envio do Flash de volta a Gotham para verificar Brainiac, ele retorna para relatar que ele (Brainac) assim como o sua nave escaparam da jaula improvisada
Brainiac chega a Fortaleza da Solidão e usa tanto o raio reverso quanto seu dispositivo de controle da mente para inflar Super-Homem a proporções gigantescas e enviá-lo em uma agitação destrutiva. Sem qualquer Kryptonita, todos os ataques do grupo são ineficientes contra Super-Homem agora hipnotizado, até que Batman tem a ideia de o eletrocutar para tirá-lo do controle de Brainiac, recordando o seu incidente no Batmóvel. O grupo monta um gerador e tenta eletrocutar Super-Homem, sem nenhum efeito. Robin então percebe que foi de fato o seu discurso para Batman que quebrou o transe, e não a electrocussão, e Batman avança para entregar um monólogo sincero para Super-Homem. Gradualmente, Super-Homem é liberado do controle de Brainiac, e destrói a nave do vilão, o mandando-a voando para as profundezas do espaço. Brainiac é preso.
Com missão completa, os membros da Liga voltam para casa, e os vilões parte com eles, retomando suas vidas de crime. Luthor consegue seu objetivo inicial de se tornar presidente - mas isso é apenas temporário, e tanto ele como o Coringa são presos, a dividindo cela com Brainiac.

## Desenvolvimento

### Conteúdo para download
No dia 9 de setembro de 2014, a WB Games anunciou um passe de temporada que será composto de conteúdo para download (DLC) de fases e personagens. O Passe de Temporada está disponível para a PS3, PS4, Xbox One, Xbox 360 e as versões do jogo para PC, e consiste de seis versões. Vários outros pacotes, não incluídos no passe de temporada, também foram lançados.
- Man of Steel (foi lançado no lançamento, e é baseado no filme de 2013 de mesmo nome)[12]
- Dark Knight (foi lançado no lançamento, e baseia-se na Trilogia Cavaleiro das Trevas de Cristopher Nolan)[12]
- 75th Anniversary (foi lançado no lançamento, o enredo é que, Coringa e Arlequina querem acabar com a celebração do 75º aniversário de Batman).[12]
- Batman of the Future, exclusiva para consoles Playstation (foi lançado em 17 de dezembro de 2014, e é baseada em Batman Beyond, em português, Batman do Futuro)[13]
- Arrow (foi lançada em 14 de Janeiro de 2015 e é baseada na série de TV de mesmo nome)[11][14]
- Rainbow Batman (foi lançado em 20 de janeiro de 2015, adiciona uma roupa de arco-íris para Batman assim como o vilão Rainbow Raider)[15]
- Bizarro (foi lançado em 18 de fevereiro de 2015 e é baseado no filme  Lego DC Comics Super Heroes: Justice League vs. Bizarro League).[16]
- The Squad (foi lançado em 3 de março de 2015, e é baseado no Esquadrão Suicida)[17]
- Heroines and Villainesses (foi lançado de graça em 1 de abril de 2015 trazendo personagens femininas adicionais do Universo DC)[16]

### Dublagem

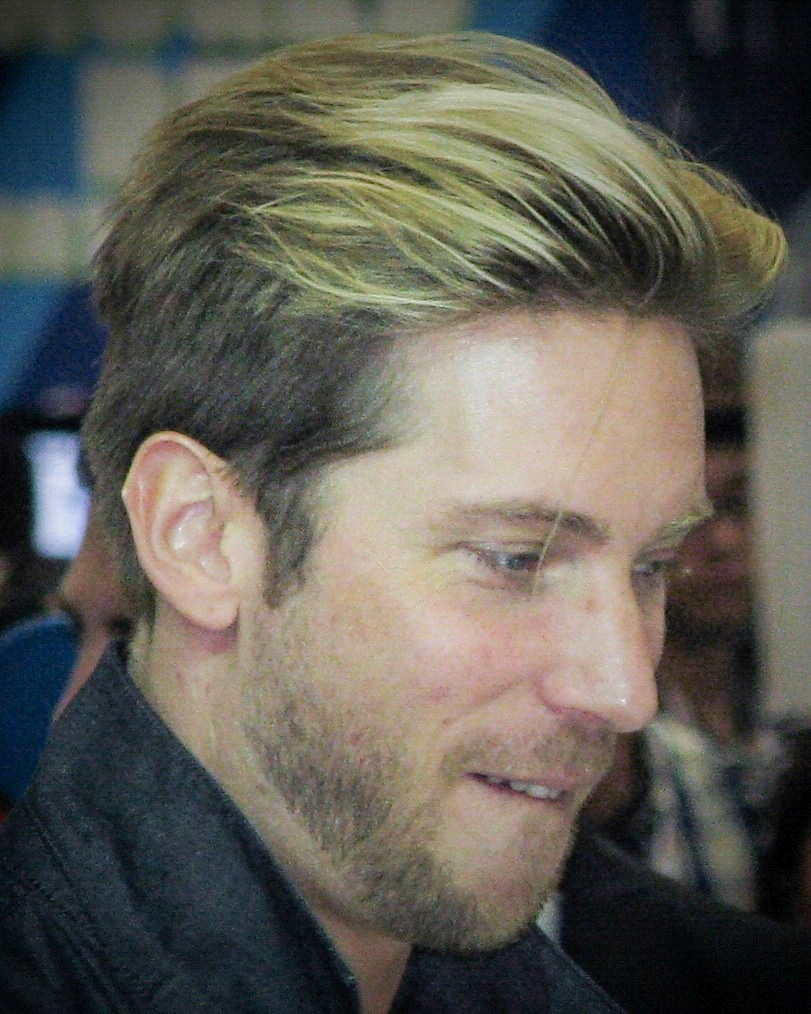
Troy Baker, um dos maiores dubladores de jogos que participou da dublagem do jogo

O jogo apresenta duas participações especiais de celebridades notáveis, assim como vários atores de reprisando papéis de várias propriedades da DC Comics. Ambos Conan O'Brien e Kevin Smith aparecem como a si mesmos, com O'Brien aparecendo como "o guia" do jogo, e Smith como um personagem jogável.
A liste de atores que reprisaram seus papéis de inclui Clancy Brown como Lex Luthor (Um papel que Brown foi o primeiro a atuar no DC Animated Universe, e o reprisou muitas vezes desde então, incluindo o jogo anterior Lego Batman 2: DC Super Heroes);Josh Keaton como Lanterna Verde (Green Lantern: The Animated Series); Charlie Schlatter como Flash (Superman: The Animated Series e The Batman); Bumper Robinson como Ciborgue e Robin Atkin Downes como Alfred Pennyworth (ambos de Justice League: Doom); Troy Baker como o Capuz Vermelho, Kimberly Brooks como Batgirl, Tara Strong como Arlequina e Fred Tatasciore como Solomon Grundy (todos vidos da série Batman: Arkham e, com exceção Baker, Injustice: Gods Among Us); Olivia d'Abo como Safira Estrela (Justice League: Doom); Dee Bradley Baker como Larfleeze (Green Lantern: The Animated Series) e Gilbert Gottfried como Mister Mxyzptlk (Superman The Animated Series). Stephen Amell e Cynthia Addai-Robinson de Arrow reprisaram seus papéis como Oliver Queen e Amanda Waller. Além de expressar o tradicional Arqueiro Verde no jogo, Amell também expressou a versão de Arqueiro em Injustiçe e a próxima web series Vixen. Adam West interpreta tanto a ele mesmo quanto ao Gray Ghost de Batman the Animated Series e o Batman variante de 1966 a partir da série live-action Batman.

## Recepção
Lego Batman 3: Beyond Gotham recebeu análises majoritariamente mistas para positivas após lançamento. O site agregador de análises Metacritic deu 73/100 para a versão de Playstation 4 e 74/100 para a versão de Xbox One.  GameRankins, um site do mesmo gênero, deu 74.77% para a versão de Xbox One, 74.06% para versão de PS4 e 73.33% para a versão de PC